# Robert E. Kelly
Robert E. Kelly (Cuyahoga megye, Ohio, 1972. szeptember 27. –) amerikai politológus, a nemzetközi kapcsolatok docense a Puszani Nemzeti Egyetemen.
Kelly 2005 márciusában szerezte meg a PhD-ját az Ohiói Állami Egyetemen, a disszertációjának címe „The Impact of Non-Governmental Organizations on the Bretton Woods Institutions”.

## Fordítás
- Ez a szócikk részben vagy egészben  a   Robert E. Kelly című angol Wikipédia-szócikk ezen változatának fordításán alapul.  Az eredeti cikk szerkesztőit annak laptörténete sorolja fel. Ez a jelzés csupán a megfogalmazás eredetét és a szerzői jogokat jelzi, nem szolgál a cikkben szereplő információk forrásmegjelöléseként.